# Bicaubittacus appendiculatus
Bicaubittacus appendiculatus är en näbbsländeart som först beskrevs av Peter Esben-Petersen 1927. 
Bicaubittacus appendiculatus ingår i släktet Bicaubittacus och familjen styltsländor. Inga underarter finns listade i Catalogue of Life.